# Stø
Stø est une localité de la grande île de Langøya, dans l'archipel des Vesterålen dans le comté de Nordland, en Norvège.

## Géographie
Administrativement, Stø fait partie de la kommune d'Øksnes.